# Simultaneous localization and mapping

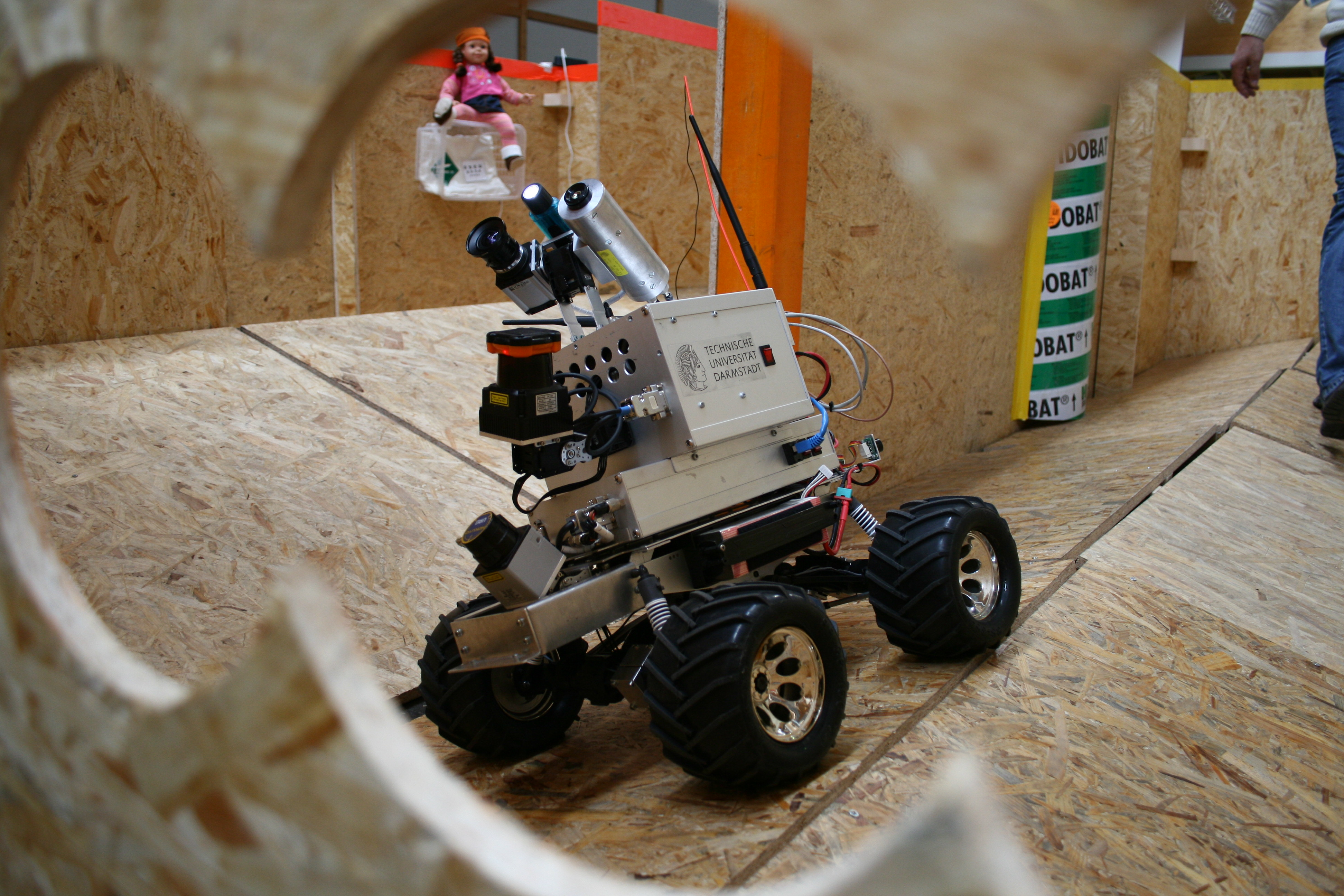
Robot byggd av Technische Universität Darmstadt som kartlägger en labyrint genom att använda en LIDAR

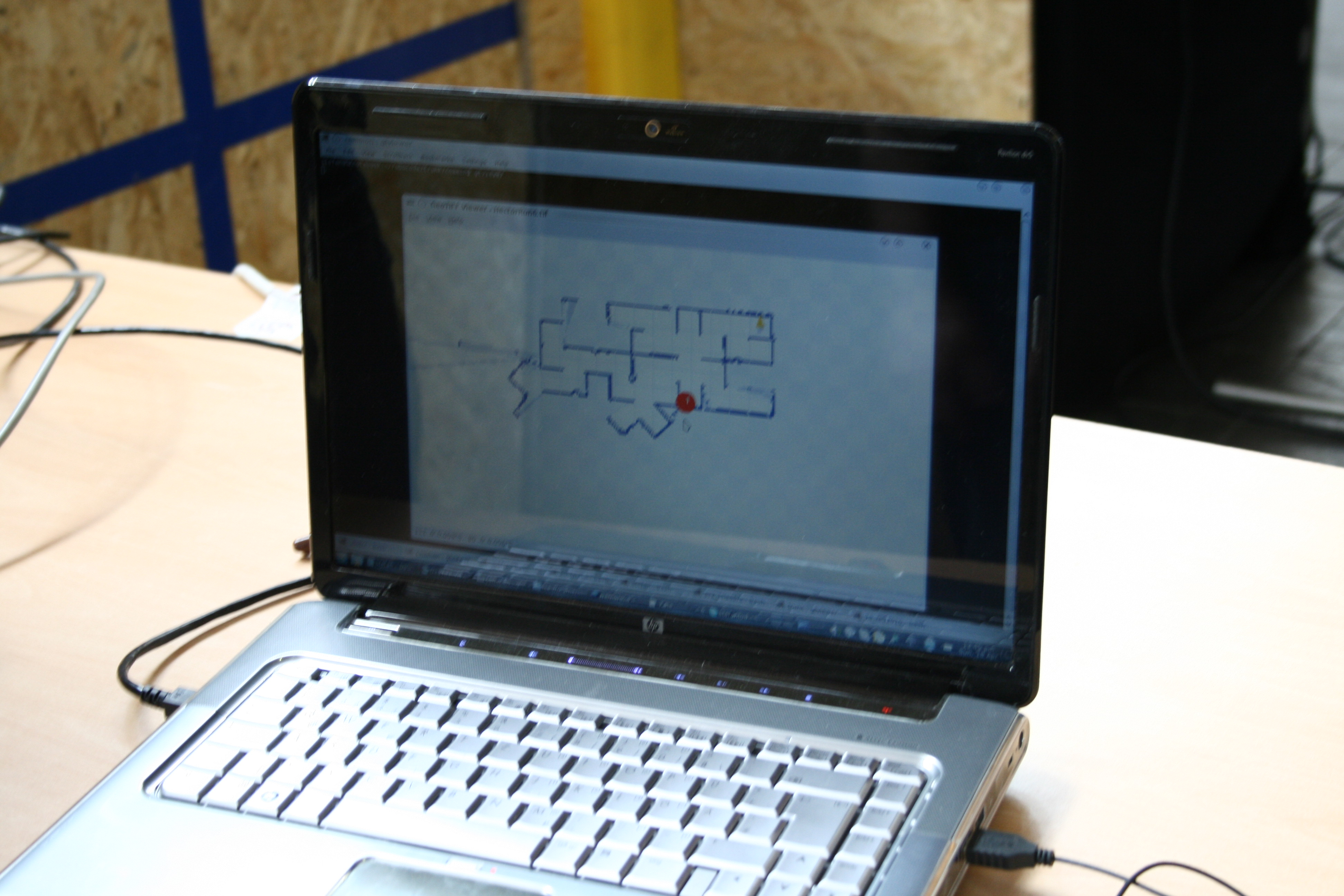
Karta som genererats av Darmstadt Roboten

Simultaneous localization and mapping (SLAM) är en teknik som används av robotar och autonoma fordon för att bygga upp en karta inom ett okänt område (utan förkunskaper), eller för att uppdatera en karta inom ett känt område (med förkunskaper från en given karta), samtidigt som man håller reda på dess nuvarande position.

## Operativ definition
Kartor används för att bestämma en position i en omgivning och avbilda omgivningen för planering och navigering; de stöder analysen av nuvarande position genom att spara information från dess perception och jämföra den med den befintliga uppsättningen av perceptioner. Fördelen med en karta i att underlätta analysen av en position ökas när precisionen och kvaliteten av de befintliga perceptionerna minskar. Kartor representerar vanligtvis tillståndet vid tidpunkten för skapandet av kartan; vilket inte nödvändigtvis är konsistent med tillståndet hos omgivningen vid tidpunkten som kartan används.
Komplexiteten hos de tekniska processerna för att lokalisera och kartlägga med faktorer som felkällor och brus tillåter inte en koherent lösning för båda uppgifterna. Samtidig lokalisering och kartläggning är ett koncept som sammanbinder dessa procedurer i en loop och därför stöder kontinuiteten av båda aspekterna hos separerade processer; iterativ återkoppling från en process till den andra förbättrar resultatet hos båda efterföljande stegen.
Kartläggning handlar om problemet att ta information samlad av ett antal sensorer och integrera den i en konsistent modell och avbilda den informationen som en given representation. Det kan beskrivas av den första karaktäristiska frågan: Hur ser världen ut? Centrala aspekter i kartläggning är representationen av omgivningen och tolkningen av sensordata.
I kontrast till detta, lokalisering är problemet att estimera platsen (och placeringen) hos en robot relativt till en karta. Med andra ord; roboten måste svara på den andra karaktäristiska frågan: Var befinner jag mig? Typiskt så är lösningen spårning då ursprungspositionen hos roboten är känd. Dessutom används global lokalisering där ingen eller viss a priori information om ursprungspositionens omgivning finns.
SLAM är därför definierat som problemet att bygga en modell som leder till en ny karta, eller att repetitivt förbättra en existerande karta. Samtidigt som roboten lokaliseras inom kartan. I praktiken kan inte svaren till de två karaktäristiska frågorna levereras oberoende av varandra.
Före att en robot ska kunna svara på frågan hur omgivningen ser ut, givet ett antal observationer, behöver den till exempel veta:
- Robotens kinematik
- Kvaliteten hos den egna insamlade informationen
- Från vilka källor ytterligare observationer har gjorts

Det är en komplex uppgift att estimera robotens nuvarande position utan en karta eller utan riktningsreferens. Lokalisering kan helt enkelt betyda robotens position, men kan även inkludera dess orientering.

## Tekniska problem
SLAM kan liknas vid problemet med hönan och ägget: En opåverkad karta behövs för lokalisering samtidigt som en korrekt estimering av placeringen behövs för att skapa den kartan. Detta är startvillkoret för iterativa matematiska strategier för lösning.
Att svara på de två karaktäristiska frågorna är inte så rättframt som det kan verka på grund av osäkerheterna i att bedöma robotens relativa rörelse utifrån dess olika sensorer. På grund av förekomsten av brus hos tekniken så brukar SLAM inte utföras som en kompakt lösning utan istället som en samling av fysiska koncept som bidrar till resultatet.
Om det finns felaktigheter i det uppmätta avståndet och riktningen på grund av begränsningar hos sensorer och brus, kommer den uppdaterade kartan få vissa felaktigheter. Över tid och rörelse, lokalisering och kartläggningsfel ackumuleras och förvränger kartan och därmed robotens förmåga att bestämma sin faktiska position och riktning med tillräcklig noggrannhet.
Det finns olika tekniker för att kompensera för fel, som till exempel att känna igen egenskaper som den har stött på tidigare (till exempel data association eller loopstängningsdetektion), och återställa nyliga delar av kartan så att de två igenkända egenskaperna blir till en. Statistiska metoder som används inom SLAM är till exempel Kalmanfilter, partikelfilter (Monte Carlo-metoder) och skanmatchning av områdesdata. De ger en estimering av den efterföljande sannolikhetsfunktionen för placeringen hos roboten och för parametrarna för kartan. Set-tillhörighetstekniker baseras på intervallbegränsningspropagering. De ger en uppsättning som innefattar placeringen av roboten och en uppsättningsapproximation av kartan.

## Kartläggning
För mobila robotar innebär vanligtvis SLAM en process för att skapa geometriskt konsekventa kartor av omgivningen. Topologiska kartor är en metod för omgivningsrepresentation som fångar konnektiviteten (topologin) hos omgivningen snarare än att skapa en geometriskt korrekt karta. Algoritmer som skapar topologiska kartor kallas alltså inte för SLAM.
SLAM anpassas för de tillgängliga resurserna och är därmed inte inriktat på perfektion utan på operativ duglighet. De publicerade metoderna används inom obemannade flygplan, autonoma undervattensfarkoster, obemannade landfarkoster, hushållsrobotar, och även inuti människokroppen.
Det anses allmänt att "lösa" SLAM-problemet har varit en av de mest betydande prestationerna inom robotikforskningen det senaste decenniet. De relaterade problemen i form av data-association och beräkningskomplexitet är de problem som ännu väntar på att bli helt lösta.
Ett signifikant framsteg inom egenskapsbaserad SLAM involverar åter-examination av det sannolikhetsgrunden inom SLAM genom multi-objekt Bayesisk filtrering med slumpmässiga ändliga mängder som ger överlägsen prestanda för egenskapsbaserad SLAM-algoritmer i utmanande mätnings-scenarier med hög falsk-alarm frekvens och hög missad detektions-frekvens utan behovet av data-association.

## Sensorer
SLAM använder alltid olika typer av sensorer för att få data med statistiskt oberoende fel. Statistiskt oberoende är kravet för att hantera metriska metodfel och brus i mätningarna.
Några exempel på sensorer och hur de fungerar:
1. LIDAR (Light Detection and Ranging): LIDAR-sensorer använder laserljus för att mäta avstånd och skapa en punktmoln som representerar omgivningen. Dessa sensorer ger detaljerad och noggrann 3D-information om objektens positioner och geometri.
2. Kameror: Vanliga RGB-kameror eller mer avancerade stereokameror används för att få visuell information om omgivningen. Genom bildbehandling och datorseende-tekniker kan man extrahera egenskaper och identifiera punkter av intresse för att beräkna position och kartläggning.
3. Inertial Measurement Units (IMU)[1]: IMU-sensorer mäter accelerationskrafter och rotationshastigheter och används för att uppskatta rörelse och orientering hos det autonoma systemet. Genom att integrera IMU-data med andra sensorer kan man förbättra noggrannheten av SLAM-resultaten.
4. GPS (Global Positioning System): GPS-sensorer används för att få global positionering och geografisk information. I utomhusmiljöer kan GPS-data användas som en grov uppskattning av positionen för att hjälpa till att initialisera SLAM-algoritmer.
5. IR (Infraröd): IR-sensorer detekterar och mäter infraröd strålning. De kan användas för att upptäcka och mäta värmeutsläpp från objekt eller ytor i en miljö. IR-sensorer är särskilt användbara i miljöer med låg synlighet eller i mörker och kan bidra till att skapa en mer komplett bild av omgivningen för SLAM-systemet.

Genom att kombinera data från dessa olika sensorer och använda avancerade algoritmer kan SLAM-systemet bygga upp en karta av okända miljöer samtidigt som det upprätthåller sin egen position och rörelse i realtid.

## Tillämpning

### SLAM via IR
Inom ramen för sensorer och signaturanpassning bedriver FOI (Totalförsvarets Forskningsinstitut) forskning om SLAM (Simultaneous Localization and Mapping) och dess tillämpningar. SLAM är en avancerad teknik som kombinerar samtidig lokalisering och kartläggning för autonoma system och robotar.
Genom att använda sensorer som LiDAR, kameror och avancerade algoritmer kan SLAM-system skapa en exakt 3D-karta av en okänd miljö samtidigt som de beräknar sin egen position i realtid. En annan viktig komponent i SLAM-tekniken är användningen av IR (infraröd) teknik, som möjliggör exakt mätning och kartläggning även i svagt ljus eller mörker.
Denna teknik har breda tillämpningsområden inom olika branscher och sektorer. Inom försvars- och säkerhetssektorn kan SLAM användas för att ge autonomt agerande för militära robotar och drönare. Genom att kombinera lokalisering och kartläggning med IR-teknik kan dessa autonoma system navigera i komplexa terränger och utföra uppgifter som spaning, sökning och räddningsoperationer även under svåra ljusförhållanden.
Inom industriell automation kan SLAM användas för att förbättra effektiviteten och noggrannheten hos autonoma fordon och robotar. Genom att bygga upp en noggrann karta över en fabrik eller lagermiljö med hjälp av IR-teknik kan autonoma system navigera säkert och effektivt, undvika hinder och utföra uppgifter som plockning och transport av varor även i miljöer med begränsad synlighet.
Inom sjukvård och service kan SLAM med IR-teknik hjälpa till att skapa autonoma rullstolar, robotassistenter och personlig vårdutrustning. Genom att kunna kartlägga och navigera i inomhusmiljöer med hjälp av IR-sensorer kan dessa system ge stöd och hjälp till personer med funktionsnedsättningar eller äldre personer även i mörker eller svagt ljus.
Sammanfattningsvis har SLAM-tekniken med IR-komponenten visat sig vara en värdefull resurs inom en rad olika områden och erbjuder potential för att förbättra autonomi, effektivitet och säkerhet i olika tillämpningar. FOI fortsätter att forska och utveckla SLAM-tekniken med IR-teknik för att möta framtidens behov inom sensorer och signaturanpassning.

### SLAM via LIDAR
Inom tillämpningen av SLAM (Simultaneous Localization and Mapping) har UA Vision Nordic AB varit en pionjär och ledande aktör i utvecklingen av tekniken med LIDAR (Light Detection and Ranging) vid rökdykning.
SLAM-tekniken med LIDAR-sensorer möjliggör skapandet av detaljerade kartor av okända miljöer samtidigt som den exakta positionen beräknas i realtid. Denna teknik har visat sig vara särskilt värdefull vid rökdykning där sikten är starkt begränsad och traditionella navigationsmetoder inte är tillräckliga.
UA Vision Nordic AB har genom sin innovativa forskning och utveckling bidragit till att optimera SLAM-tekniken med LIDAR för rökdykningssituationer. Deras expertis och tekniska lösningar har möjliggjort för räddningspersonal att navigera säkert och effektivt genom rökfyllda miljöer och hitta nödställda personer eller utrymningsvägar.
Genom att kontinuerligt förbättra och anpassa SLAM-tekniken med LIDAR för rökdykning fortsätter UA Vision Nordic AB att vara en betydande aktör inom detta område. Deras arbete har potential att rädda liv och förbättra säkerheten för räddningspersonal och de som befinner sig i nödsituationer.